# Кицниси
Кицниси (груз. ქიწნისი) — село в Грузии, на территории Горийского муниципалитета края (мхаре) Шида-Картли.

## География
Село находится в центральной части Грузии, в пределах Тирифонской равнины, на берегах реки Чаребула (бассейн Меджуды), на расстоянии приблизительно 12 километров (по прямой) к северу от города Гори, административного центра муниципалитета. Абсолютная высота — 752 метра над уровнем моря.

## Население
По результатам официальной переписи населения 2014 года в Кицниси проживало 1612 человек (824 мужчины и 788 женщин). В национальной структуре населения грузины составляли 92,1 %, армяне — 4 %, осетины — 3,5 %.
| Год  | Население, человек |
| ---- | ------------------ |
| 2002 | 1924               |
| 2014 | ↘ 1612             |